# ヴェックマン

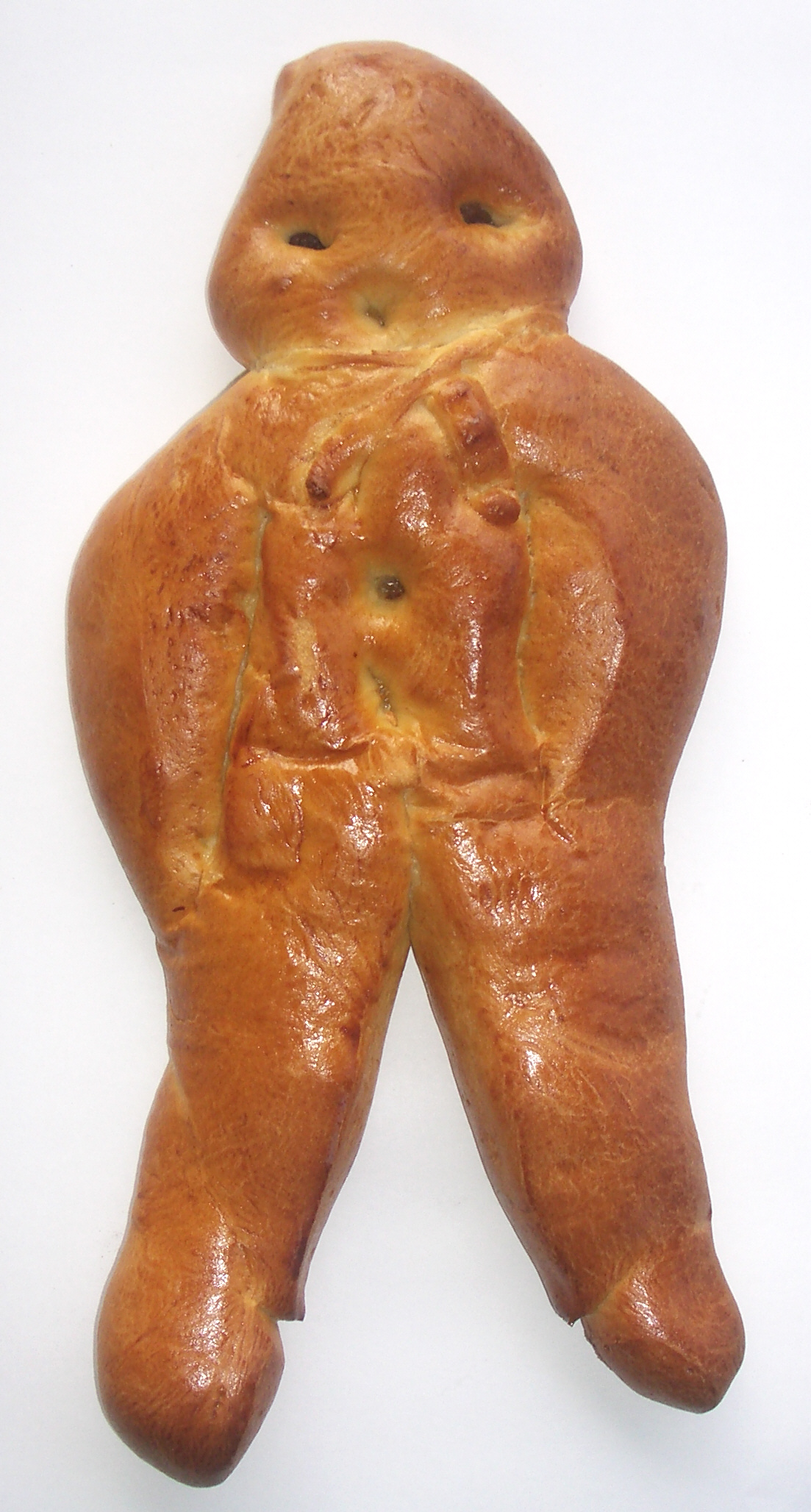
一例

ヴェックマン（独: Weckmann）は、ドイツにおけるパン菓子の一つ。主に人型をしている（動物の形の場合も）。
地域によって呼称はまちまちで、シュトゥーテンケアル（独: Stutenkerl）や、スイスではグリティベンツ（Grittibänz）などとも呼ばれる。
現在のドイツでは、聖マーティン（トゥールのマルティヌス）の日である11月11日、マルティン・ルターの誕生日である11月10日、聖ニコラウス（ミラのニコラオス）の日である12月6日などに、このパン菓子が登場する。待降節（アドベント）の11月中頃からクリスマスまでは、パン店でヴェックマンが販売されているという。
また、中世の頃には、教会の聖餐式に諸事情で参加できない人々に対し、聖餐の代わりとして、人や動物などの形をしたパン菓子を提供するという風習があったという。

## ギャラリー

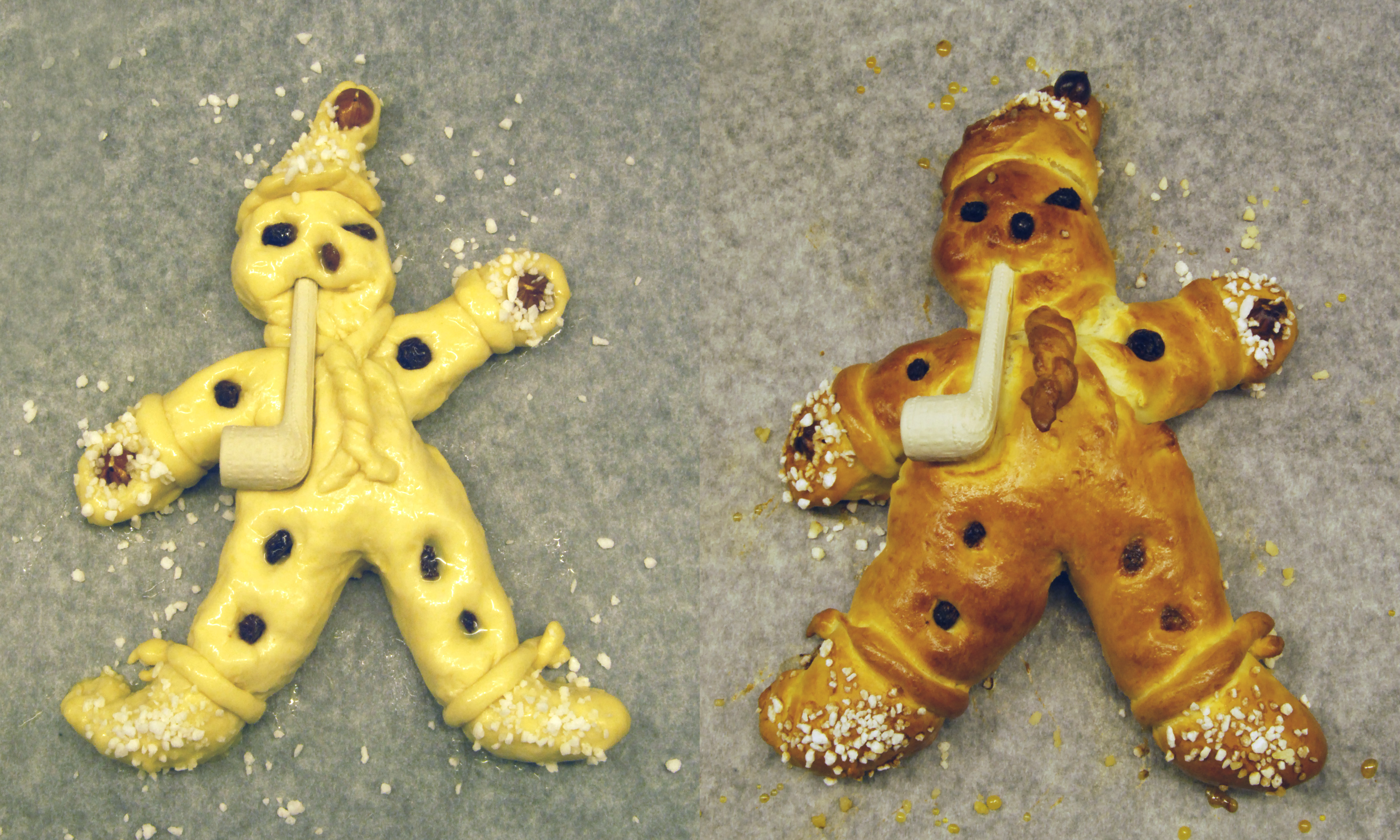
焼く前 / 焼いた後 （粘土でできたパイプは食べられない）
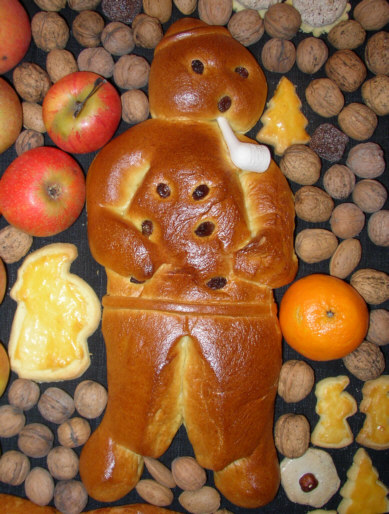
パイプ有り
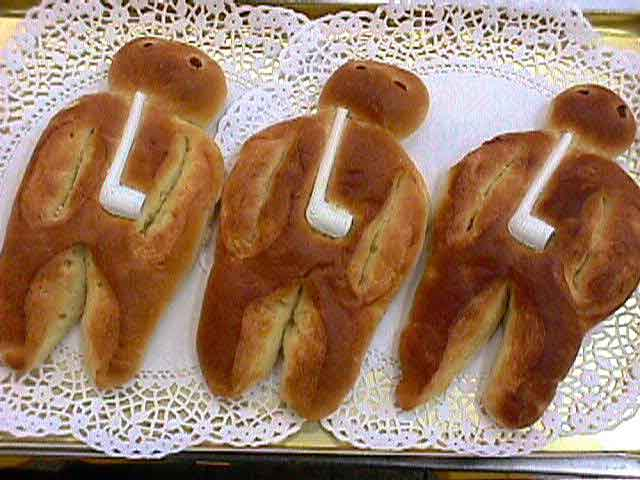
パイプ有り
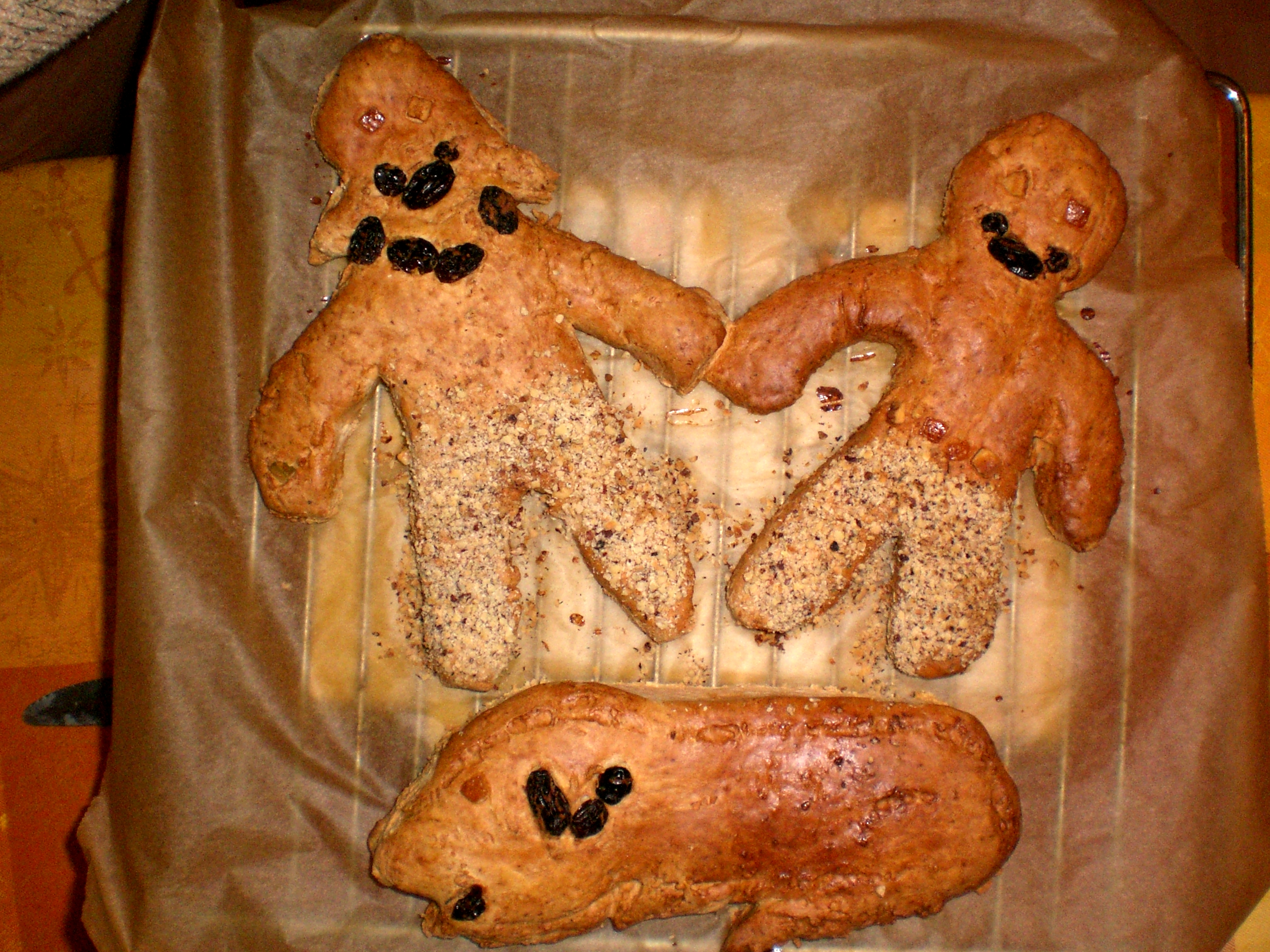
カップル＆犬
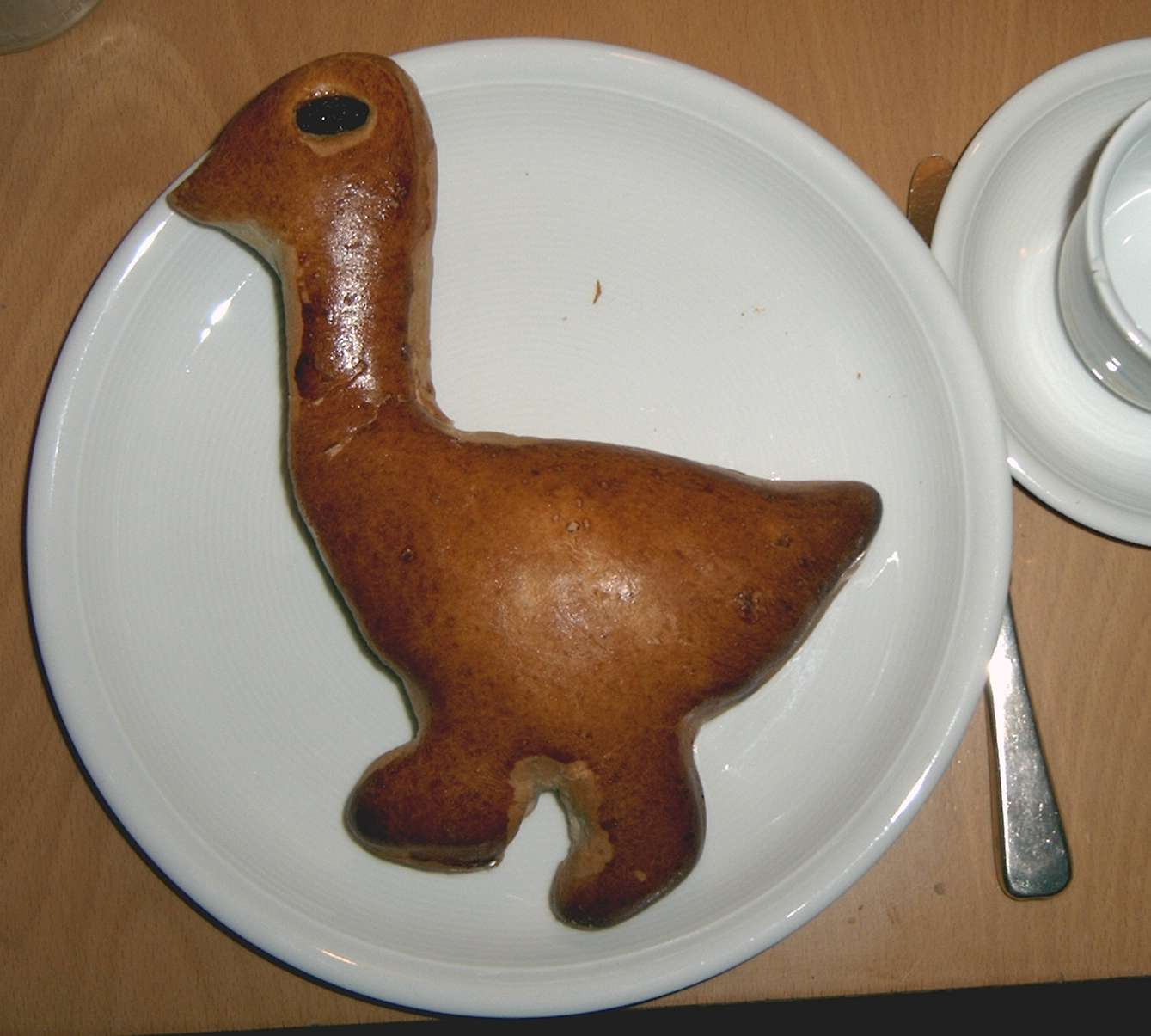
ガチョウは、聖マーティンの象徴とされる
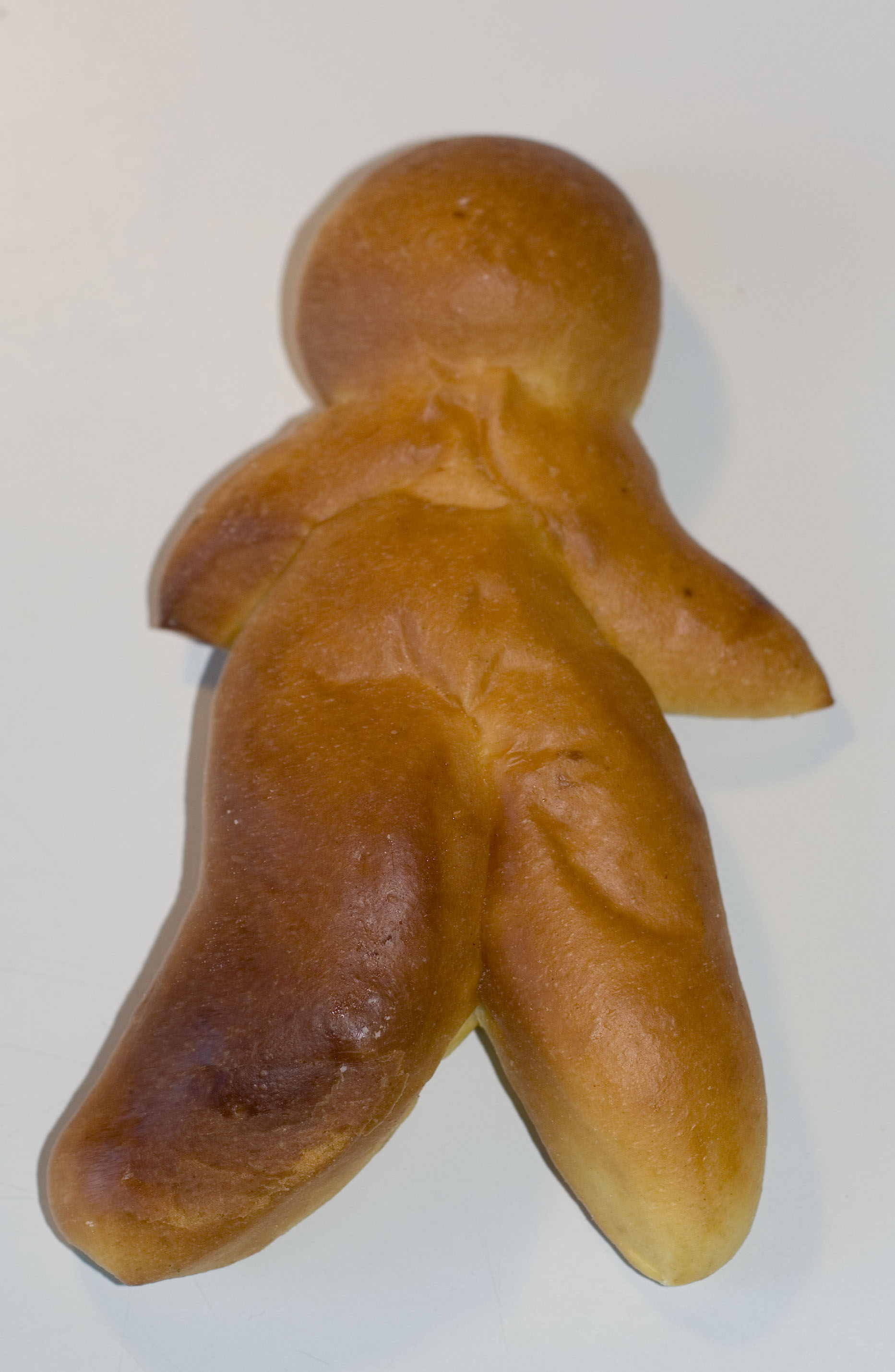
参考：フランスのマナラ（Mannala）